# Cosme Covas Vidal
Cosme Covas Vidal   (Santanyí, 9 de febrer de 1923 - Santanyí, 8 d'agost de 2013) fou un pintor mallorquí.

## Biografia
De jove començà a dibuixar, de forma autodidacta, degut a una malaltia pulmonar que ho va postrar al llit durant nou mesos. A partir dels 26 anys es converteix en alumne i deixeble de Francesco Bernareggi, al qual fou presentat per l'amic apotecari i escriptor Bernat Vidal i Tomàs (1949). Cosme Covas era un enamorat del seu poble Santanyí i tots els seus voltants. Pintor i dibuixant escrupolós, posava l'ànima a cada obra. De dibuixar i pintar lent, meticulós i perfeccionista. De jove volia ser escultor, però va rebutjar la possibilitat d'anar a cursar estudis de belles arts a Barcelona. Va participar en múltiples exposicions col·lectives. Col·laborà de forma altruista amb la seva feina i assessorament a incomptables actes culturals i artístics, i també en projectes de construcció i decoració.
Va ser professor de dibuix a Palma i a Santanyí. Mestre i amic d'escultors i pintors. A la seva obra és omnipresent els seus estimadíssims Pontàs, el campanar de Santanyí i la pedra del seu poble.
La seva darrera exposició «Retorn», el 2003 la va fer després superar una greu malaltia. El 2004 l'Ajuntament de Santanyí va patrocinar «Retrospectiva», exposició homenatge a tota la seva obra. Dibuixant constant, va treballar cada dia fins pocs dies abans de morir.